# 圣皮埃尔莱比特里
圣皮埃尔-莱比特里（法語：Saint-Pierre-lès-Bitry，法語發音：[sɛ̃ pjɛʁ lɛ bitʁi]，意为“比特里附近的圣皮埃尔”）是法国瓦兹省的一个市镇，属于贡比涅区。

## 地理
圣皮埃尔莱比特里（49°25'27"N, 3°4'30"E）面积3.42 平方千米，位于法国上法蘭西大區瓦兹省，该省份为法国北部内陆省份，北起索姆省，西接厄尔省和滨海塞纳省，南至塞纳-马恩省和瓦兹河谷省，东临埃纳省。
与圣皮埃尔莱比特里接壤的市镇（或旧市镇、城区）包括：圣克里斯托夫-阿贝里、埃纳河畔维克、欧特雷什、比特里、穆兰苏图旺。

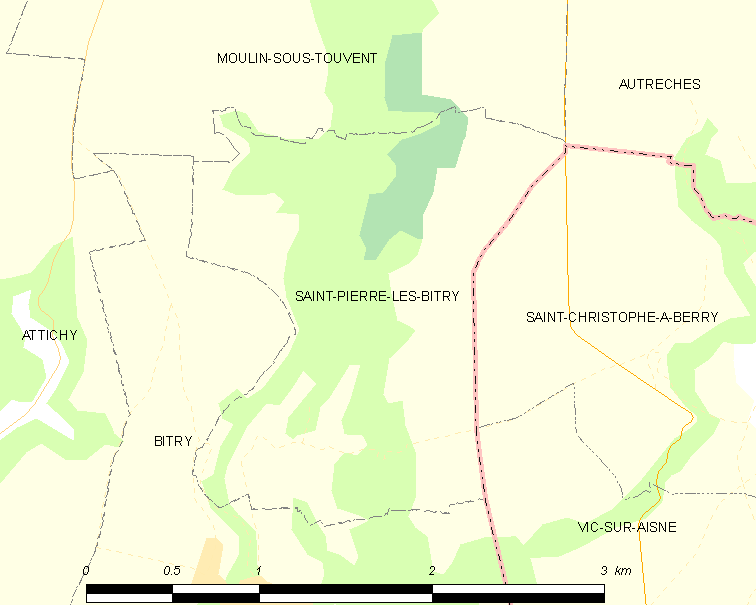
圣皮埃尔莱比特里的OSM定位图

圣皮埃尔莱比特里的时区为UTC+01:00、UTC+02:00（夏令时）。

## 行政
圣皮埃尔莱比特里的邮政编码为60350，INSEE市镇编码为60593。

## 政治
圣皮埃尔莱比特里所属的省级选区为贡比涅第一县。

## 人口

1962-2008年间圣皮埃尔莱比特里人口变化图示

圣皮埃尔莱比特里于2022年1月1日时的人口数量为147人。